# Kharkiv (rivière)
La rivière Kharkiv (en ukrainien : Ха́рків) ou Kharkov (en russe : Харьков) est un cours d'eau qui prend sa source dans l'oblast de Belgorod, en Russie, et arrose la ville de Kharkiv, en Ukraine. C'est un affluent de la rivière Lopan, dans le bassin du Don

## Géographie
La rivière Kharkiv est longue de 71 km et draine un bassin de 1 160 km2. Elle prend sa  source à l'est de la commune urbaine d'Oktiabrski, dans l'oblast de Belgorod, à une altitude de 160 m. Elle s'écoule d'abord selon une direction générale nord-sud, pénètre en Ukraine et prend finalement une direction sud-ouest dans la ville de Kharkiv, au centre de laquelle elle se jette dans la Lopan.
À 24 km de sa source, peu après la frontière ukrainienne, ses eaux se jettent dans le réservoir Travyanske (en ukrainien : Трав'янське водосховище, Trav'ianske vodoskhovychtche), long de 6,5 km et large de plus de 1 km.

### Affluents
En rive gauche : Lypets, Mourom, Vialy, Nemychlia.